# Большой Туртас
Большой Турта́с — река в Тюменской и Омской областях России. Устье реки находится в 241 км по правому берегу реки Туртас. Длина реки составляет 307 км. Площадь водосборного бассейна — 3580 км².

## Притоки
(расстояние от устья)
- 25 км: Бурчакова
- 44 км: Рагаиз (Рагаяс)
- 75 км: Большой Касияр
- 121 км: Андрусова
- 123 км: Уима
- 140 км: Югарас (Антурец)
- 171 км: Большой Казым
- 209 км: Тархия (Югарас)

## Данные водного реестра
По данным государственного водного реестра России относится к Иртышскому бассейновому округу, водохозяйственный участок реки — Иртыш от впадения реки Тобол до города Ханты-Мансийск (выше), без реки Конда, речной подбассейн реки — бассейны притоков Иртыша от Тобола до Оби. Речной бассейн реки — Иртыш.